# Capheris subtilis
Capheris subtilis là một loài nhện trong họ Zodariidae.
Loài này thuộc chi Capheris. Capheris subtilis được Rudy Jocqué miêu tả năm 2009.